# علی اسدالهی
علی اسدالهی (زادهٔ شهریور ۱۳۶۶) شاعر، مترجم و یکی از اعضای کانون نویسندگان ایران است.

## بازداشت
علی اسدالهی در ۳۰ آبان ۱۴۰۱ توسط مأموران امنیتی جمهوری اسلامی بازداشت شد. همچنین در هنگام بازداشت، وسایل شخصی او توسط مأموران ضبط شد. همسر علی اسدالهی گزارش داد که او در بازداشتگاه الف سپاه مورد ضرب و شتم قرار گرفته‌است.

### آزادی
علی اسدالهی در ۹ اسفند ۱۴۰۱ از زندان تهران بزرگ آزاد شد.